# マーシャル・ロー (映画)
『マーシャル・ロー』（原題：The Siege）は、1998年に製作・公開されたアメリカ映画。テロ題材としたフィクション映画である。

## 概要
原題の"siege"は「包囲」を意味し、戒厳の前提状態の一つである「合囲状態」を意味するフランス語の「État de siège」に通じる。
邦題の「マーシャル・ロー （martial law）」 は「戒厳」の意味。原題のまま「シージ」では日本語として語感が今一つで、「戒厳令」では語感が重すぎるとの判断から採用された。なお「マーシャル・ロー」は原題決定前の仮題でもあった。
ニューヨークで大規模なテロが多発した時、警察やFBI、軍隊はそれにどう対処するべきか、自由の意味、法の価値などを説いている。
本来アメリカ国外でしか活動しないCIAと連邦軍がアメリカ国内でのテロに対処するためアメリカ国内で活動し、「アメリカ国外でCIAと連邦軍が行っていること」がアメリカ国内で行われることになる。アメリカ国内での違法行為を取り締まるFBIは、CIAと連邦軍の違法行為に直面する。
デンゼル・ワシントンとエドワード・ズウィックとの、3度目のコラボレーション作品であり、DVDの特典映像であるメイキング・オブ・マーシャル・ローでは、彼ら2人のお互いに対する思いや作品に傾ける熱意について詳しく語られている。

## ストーリー
中東のどこかの国で、シーク（教主）が戦闘集団に襲撃・拉致される事件が発生した。
その少し後のアメリカ。FBI特別捜査官アンソニー・ハバードと相棒のフランク・ハダッドはバスの乗客を人質に取って立て篭もる現場に到着した。到着してすぐにバスに仕掛けられた爆弾が爆発したもののそれは本物ではなくペンキ爆弾で、人質に取られていた乗客は青いペンキまみれになった。だがその後、FBIは実行犯グループから、アメリカ政府によって中東で拉致されたシーク、アフメッド・ビン・タラール（Sheik Ahmed Bin Talal）を釈放するように、しなければテロは続発するだろう、という警告を受け取った。
警告後最初のテロは、乗客満載のバスだった。ハバードは、人質となった乗客から子供のみを解放させる事に成功するが、次に老人を解放させようとした瞬間バスは人質もろとも爆発した。CIAエージェントのエリース・クラフトは何かとハバード達の捜査に介入するのだが、重要な事は何一つ語らなかった。しかしながら、彼女はCIAの情報提供者である中東出身のサミールを紹介した。クラフトとサミールは恋人同士で、クラフトが湾岸戦争時フセイン元大統領に対抗するためイラク人抵抗グループを組織した時一緒に働いて以来の縁だったが、その組織は戦争の終結と予算のカットと共に消滅していた。サミールは自爆テロを起こしたグループを知っている事をハバードは証明して見せたが、クラフトはサミールはテロリストではないと主張したもののサミールは引き続き捜査の対象となった。サミールは行動や発言の自由が制限されている事が不満だった。
それにもかかわらず、FBIは別のテロリストグループを銃撃戦の末に壊滅させ、第二のグループは人であふれ返っていたブロードウェイの劇場を爆破し、第三のグループはあろうことかFBIのオフィスも入っている連邦政府ビルを爆破し600名以上の犠牲者を生みだした。
連邦政府はこの続発するテロに対処するため、陸軍のウィリアム・デヴロー将軍をニューヨークに派遣し、FBIの捜査に協力するにように要請した。ハバード率いるFBIが引き続き捜査をしているにもかかわらず、大統領はニューヨーク市に戒厳令を発令し、デヴロー将軍指揮のもとニューヨーク市を銃を構えた兵隊が列をなして闊歩しM1戦車が通りを走った。
事態は全く解決の兆しを見せず、FBIと軍、アラブ系とそれ以外の市民との対立が深まってゆく……。

## キャスト
※括弧内は日本語吹き替え
- アンソニー・ハバード - デンゼル・ワシントン（稲田徹）

FBI特別捜査官。テロリスト本部長。ニューヨーク市警からの要請で事件に関わる。
- エリース・クラフト／シャロン・ブリッジャー - アネット・ベニング（塩田朋子）

CIAエージェント。現場でアンソニーと出会い、協力捜査をするようになる。
- ウィリアム・デヴロー - ブルース・ウィリス（磯部勉）

米陸軍の将軍。逃亡するダラムを拉致する。
- フランク・ハダッド - トニー・シャルーブ（田原アルノ）

アンソニーの相棒。レバノン系アメリカ人。息子がいる。
- サミール・ナジデ - サミ・ブアジラ（諸角憲一）

バスジャックの容疑者。職業は講師だが、それにより学生ビザの申請書に署名する過程で自爆テロ犯の一人のビザ申請書に署名してしまう。様々に明るみに出た真相からサミールが事件の黒幕であることが判明。
- ダニー・サスマン - デヴィッド・プローヴァル（水野龍司）

ハバードの部下。
- フロイド・ローズ - ランス・レディック（青山穣）

ハバードの部下。
- マイク・ヨハンソン - マーク・バレー（遠藤純一）

ハバードの部下。
- アマハド・ビン・ダラム

イスラム原理主義者のシーク。テロ事件の首謀者と見られ、デヴローに拉致される。
- カリーム - アーシフ・マンドヴィ（小室正幸）

空港で二重底のカバンを持ち歩いていた男。CIAと繋がっている。
- タリク・フセイン

事件の容疑者の一人。